# 祁連郡
祁連郡，中国前涼时设置的郡。
前涼後期，分張掖郡置祁連郡，領漢陽、祁連三縣，治所為漢陽，屬涼州。前涼滅亡後，祁連郡相繼為前秦（376年－386年）、後涼（386年－398年）、北涼（398年－439年）所有。北涼玄始元年（412年），祁連郡改屬秦州。承和七年（439年），祁連郡降於北魏，郡廢。